# 材木町 (金沢市)
材木町（ざいもくちょう）は、石川県金沢市の町名。丁目を持たない単独町名であり、全域で住居表示実施済み。

## 世帯数と人口
2022年（令和4年）8月1日現在の世帯数と人口は以下の通りである。
| 町丁   | 世帯数  | 人口    |
| ------ | ------- | ------- |
| 材木町 | 636世帯 | 1,305人 |

## 小・中学校の学区
市立小・中学校に通う場合、学区は以下の通りとなる。
| 番地 | 小学校             | 中学校             |
| ---- | ------------------ | ------------------ |
| 全域 | 金沢市立兼六小学校 | 金沢市立兼六中学校 |

## 交通

### 鉄道
町内に鉄道駅はない。

### バス
- 金沢ふらっとバス材木ルート　常盤橋、材木町、天神橋バス停

### 道路
町内を通過する国道、県道はない。

## 施設
- 材木会館
- 金沢市立材木町小学校（2016年3月閉校）
- 清泉幼稚園